# Innocent Love
Innocent Love (イノセント・ラヴ) é uma série de televisão japonês produzida pela Fuji Television em 2008.

## Elenco
- Horikita Maki como Akiyama Kanon
- Sawaki Ruka como jovem Kanon
- Kitagawa Yujin como Nagasaki Junya
- Kashii Yu como Sakurai Mizuki
- Fukushi Seiji como Akiyama Yoji
- Narimiya Hiroki como Segawa Subaru
- Uchida Yuki como Toono Kiyoka
- Toyohara Kosuke como Ikeda Jiro
- Naitou Takashi como Padre Yoshimichi
- Hirata Mitsuru como Akiyama Seitaro
- Tsuji Chiharu (辻千春) como Akiyama Junko

### Actores Convidados
- Sudo Risa como Kawai Yukari (ep1)
- Miyazaki Yoshiko como Iwata Harue (ep1,2)
- Matsuzawa Kazuyuki como Shinjo (ep1)
- Tsutsui Mariko como Miyoko (ep1)
- Shibuya Takeru como Yu (ep1,3,4,9,10)
- Yagi Yuki como Ruriko (ep1,3,4,9,10)
- Yamada Shintaro como Ogino (ep1-3)
- Nikaido Satoshi como Todo Hisashi (ep1-3,6,8-10)
- Shirai Keita (白井圭太) como Yoshida (ep1,2)
- Nakamura Masaya (ep1-3)
- Nakamura Takuya (中村卓也) (ep1-3)
- Miyata Sanae (宮田早苗) como Shimada Satoyo (ep2,5)
- Nakahara Takeo (中原丈雄) como Higashino Susumu (ep2,3,6,7,10)
- Asano Kazuyuki como Probation Officer Matsushita (ep3,4)
- Harumi Shiho (春海四方) como Nokubo (ep3)
- Yajima Kenichi como Manager Miyakawa (ep4-7,10)
- Asari Yosuke como Takuo (ep4,5)
- Nakamura Tomosuke (中村倫介) como Yukio (ep4)
- Arifuku Masashi (有福正志) como Iwasaki (ep4,5)
- Umoto Yuki (兎本有紀) como Hirota Yukie (ep4,5,7)
- Inoue Hiroshi (井上浩) (ep4,5,8,9)
- Yamamoto Kei como Dr. Yamamoto (ep5,7,8)
- Watanabe Yuki (渡辺裕樹) (ep5)
- Tamura Saburo (田村三郎) (ep9)
- Yoshino Yoshiko (よしのよしこ) (ep9)
- Miyatake Matsuri como um membro do coro

## Dados de Produção
- Guião: Asano Taeko
- Produtor: Nakano Toshiyuki
- Directores: Kato Hiromasa (加藤裕将), Matsuyama Hiroaki
- Musica: Kanno Yugo

## Lista de Episódios
| Episódio | Título                                                    | Classificação (Kanto) |
| -------- | --------------------------------------------------------- | --------------------- |
| 01       | Depois de enfrentar um destino cruel... Um novo começo... | 16.9                  |
| 02       | Uma noite chocante                                        | 13.3                  |
| 03       | Laços desfeitos                                           | 13.1                  |
| 04       | Um sinal de felicidade                                    | 11.7                  |
| 05       | Uma mão que ajuda                                         | 11.7                  |
| 06       | Um laço que se aprofunda                                  | 12.6                  |
| 07       | Começar a mexer                                           | 13.4                  |
| 08       | Começar a correr                                          | 12.8                  |
| 09       | Lágrimas finais                                           | 14.5                  |
| 10       | Eternamente                                               | 15.1                  |
| Average  | --                                                        | 13.5                  |